# ミハイル・ゲラーシモフ
ミハイル・プロコフェイエヴィチ・ゲラーシモフ（Михаи́л Проко́фьевич Гера́симов、Mikhail Prokofyevich Gerasimov、1889年グレゴリオ暦10月12日、ユリウス暦9月30日 - 1937年5月?日）は、ロシアの朗読詩人。詩と物語を作った。当初、ボルシェビキ革命を解放する出来事として受け入れ、新しいプロレタリア文化を生み出す取り組みに参加した後、新しい経済政策に対して幻滅した。

## 略歴
自叙伝が示すように、「ブグルスランの近くのサマラ-ズラトウスト鉄道の鉄道小屋で」生まれた。父は、鉄道員で踏切番。母は、ロシア領内のモルドヴィア出身の農民。1898年頃から働き、9歳の時から、ゲラーシモフは線路の周りの雑草を抜いて、鉄道事業の周囲を助け始めた。 冬の間は、キネルの町にある2クラスの学校に通った。 修了（4年または5年）ののち、さまざまな鉄道の仕事に従事しながらサマラ鉄道技術学校に通い、卒業後に鉄道技術者になることができた。1905年に地下組織としてのロシア社会民主労働党入党。鉄道労働者の武装革命的分遣隊に関与した。1906年に革命的活動で逮捕される。投獄されたが、6か月後にトンネルを抜けて秘密のロシア社会民主労働党のアパートに到達し、さらに1907年の秋にフィンランドを経由して国外に密かに運ばれた。そこで彼はレーニンと他の主要な社会民主主義移民の何人かに会った。ロシアから逃れ、主にベルギーとフランスに9年間亡命。フランスのナンシーにある武器工場の高炉用ローダーとして、ベルギーの鉱山で運搬業者や石炭集荷業者として、金属フィッターやフランスの機関車とルノーを含む自動車工場での電気フィッター、外洋船のストーカーと石炭工として、また他の多くの工場でのさまざまな仕事を重ねながら、亡命と労働の間に、西ヨーロッパの大部分（特にフランス、ベルギー、イタリア、アルプス）を周遊することに成功し、しばしば冬にも仕事をし、夏には徒歩で歩いた。このあいだ、パリでは、1913年にルナチャルスキーらが結成した「プロレタリア文化同盟」に参加。ガースチェフ、パヴェル・カプロヴィチ・ベッサルコなどの文学者と関わる。最初の詩は、1913年にボルシェビキの雑誌『啓蒙』に掲載され、他の詩は、1914年に党新聞プラウダ、作家イリヤ・エレンブルグの移民誌『夕方』、およびその他の出版物に掲載された。また、マクシム・ゴーリキーとの文通をこの時期に開始し、ゴーリキーの詩の批評を送った。
1914年に第一次世界大戦が勃発したとき、ゲラーシモフはフランス外人部隊でドイツ人と戦うことを志願した。彼はマルヌ、シャンパーニュ、およびアルゴンヌで戦闘に参加し、数回負傷したが、戦闘に戻った。 しかし1915年秋に、フランスの将校による過酷な扱いに対するロシアの兵士の蜂起に加わった。不服従による反戦活動に参加したことにより、ゲラーシモフはロシアに強制送還された。サマラに戻ってからは彼は軍当局の監視下に置かれ、次の春は逮捕され、予備の軍事工学大隊の監視下に置かれた。2月革命の結果として恩赦を受けたゲラーシモフは、サマラ県ソビエト（グビスポルコム）の執行委員会に参加し、副議長に選出され、軍事委員に指名された。 1917年6月に、彼はソビエトの最初の全ロシア議会の代議員となり、新しい全国中央執行委員会の委員を選出した。7月にはボルシェビキ党に参加し、10月にソビエト第2議会の代議員となった。内戦中、赤軍の分遣隊を組織し、オレンブルク戦線の部隊を指揮した。
1917年からは多くの詩集を発表した。 また多くのプロレタリア雑誌に参加。全ロシアプロレタリア作家協会の副会長を務めた。1918年には、サマラでの主要な政治活動（サマラ兵士代理評議会の議長、革命委員会の副議長）を行う傍ら、地元のサマラプロレトクリトの議長も務めた。1919年には、サマラプロレトクリトのための雑誌『工場の輝き』を編集した。その年の後半、彼はモスクワに移り、そこでモスクワプロレクトルトの文学部門の部長に指名され、ルナチャルスキーの人民啓蒙委員会の文学部門のスタッフに加わった。
1920年2月には、プロレトクリトに不満を抱いた労働者作家のグループを結成し、ワシーリー・ドミトーリエヴィチ・アレクサンドロフスキー、セルゲイ・アレクサンドロヴィチ・オブラドビッチ、ワシーリー・ワシーリエヴィチ・カジンなどとともに、文学グループ「鍛冶場」を設立した。プロレトクリトは、正式な訓練も行わず、才能ある者からの特別な要求に対する注意力も欠いていて、彼らの創造的な成長を阻害していると感じていたのである。教育人民委員部（ナルコンプロス）に片脚を置いてはいたが、ゲラーシモフは「鍛冶場」グループの組織化と指導において中心的な役割を果たした。ウラジーミル・キリロフやアレクセイ・サモビトニク・マシロフなど多くの才能ある作家が「鍛冶場」に加わった。しかし、彼らはプロレトクリトとの関係を壊そうとはしなかった。最終的に「鍛冶場」グループは、プロレトクリトに対抗したり、権威失墜させたりしないことで合意していた。代わりに、彼らは主に原稿料支払いレートなどの専門的な問題に専念した。ゲラーシモフは、プロレタリア作家のための最初の議会の計画を手伝い、議会の決議により全ロシアプロレタリア作家協会の副議長に選出された。1921年、革命の終焉を告げると思われた新経済政策ネップの発動にひどく失望して、ゲラーシモフはボルシェビキ党を辞任した。1920年代半ばには、ゲラーシモフは文化団体にも関与しなくなったが、出版は続けた。ソビエト時代の批評家によると、これらの著作は「プロレタリア詩の道から外れていた」。 
ヴァルラーム・シャラーモフの記憶によると、20代前半のゲラーシモフは、「背が高く、色黒で、やせていて、ロシア内戦スタイルの明るいボタンホールが付いた赤軍のオーバーコートに、ぼろぼろの緑のチュニックを着て、古い軍用のズボンをはき、印刷インクの匂いがする彼自身の詩の真新しい小冊子を巨大な指でひっくり返し、興奮したり、彼が欲しているものを見つけられないでいたりした。本がほとんど収まらない黒い手のひらを脇に置いていた。――彼は表現力豊かに読んだ。」
1937年5月、ゲラーシモフはスターリンの粛清リストに従って逮捕され、すぐに射殺された。しかし、名誉回復証明書には、ゲラーシモフが1939年に拘留中に死亡したと記載されており、この架空の死の日付が、ほとんどの百科事典にまだ載せられたままになっている。彼の遺体はドンスコイ墓地の集団墓地に埋葬されている。

## 創作の特徴
「詩人の聖書の語彙の頻繁な使用と自然のイメージへの魅力は注目を集める・・・。作品には、ゲラーシモフは革命を具体的な出来事としてではなく、抽象的な感情的なものとして反映させている」（ウォルフガング・カザック）。
「ゲラーシモフは、スタンザ（内部構造についてであるが）の構成についてワレリー・ブリューソフにしばしば借用されている。コンスタンチン・バリモントの場合、韻文の構成法のため、アンドレイ・ベールイの場合、弱強四歩格）のリズムのため。」（ウラジスラフ・コダセヴィチ）。

## 著作
- 春の呼び出し、1917年
- モナリザ、1918年
- 植物は春です、第一版、1919年、第二版、1923年
- 鉄の花、1919年
- 火の下の花、物語、1919年、1923年
- かかし編、1921年
- 黒い泡、1921年
- 4つの詩、1921年
- 消えない力、1922年
- 電化、1922年
- 詩、1923年
- エレクトロポエム、1923年
- アイアンブルーム、1923年
- 北の春、1924年
- 草刈り、1924年
- 道路、1924年
- 工場と革命についての詩、1925年
- 1905年頃の詩、1925年
- ヴォルガで、1925年
- 地球の輝き、1927年
- おはよう、1928年
- 競争に!、1930年
- 充電 詩 1910-1930、1933年
- 詩、1936年
- 詩、1958年
- 詩、1959年
- 詩と詩、クイビシェフ、1982年